# Anacampseros filamentosa
 (octobre 2024).
Espèce
Statut CITES
Anacampseros filamentosa est une espèce de de plante à fleurs de la famille des Anacampserotaceae.
C'est une espèce de plante succulente originaire de Karoo en Afrique du Sud.

## Description

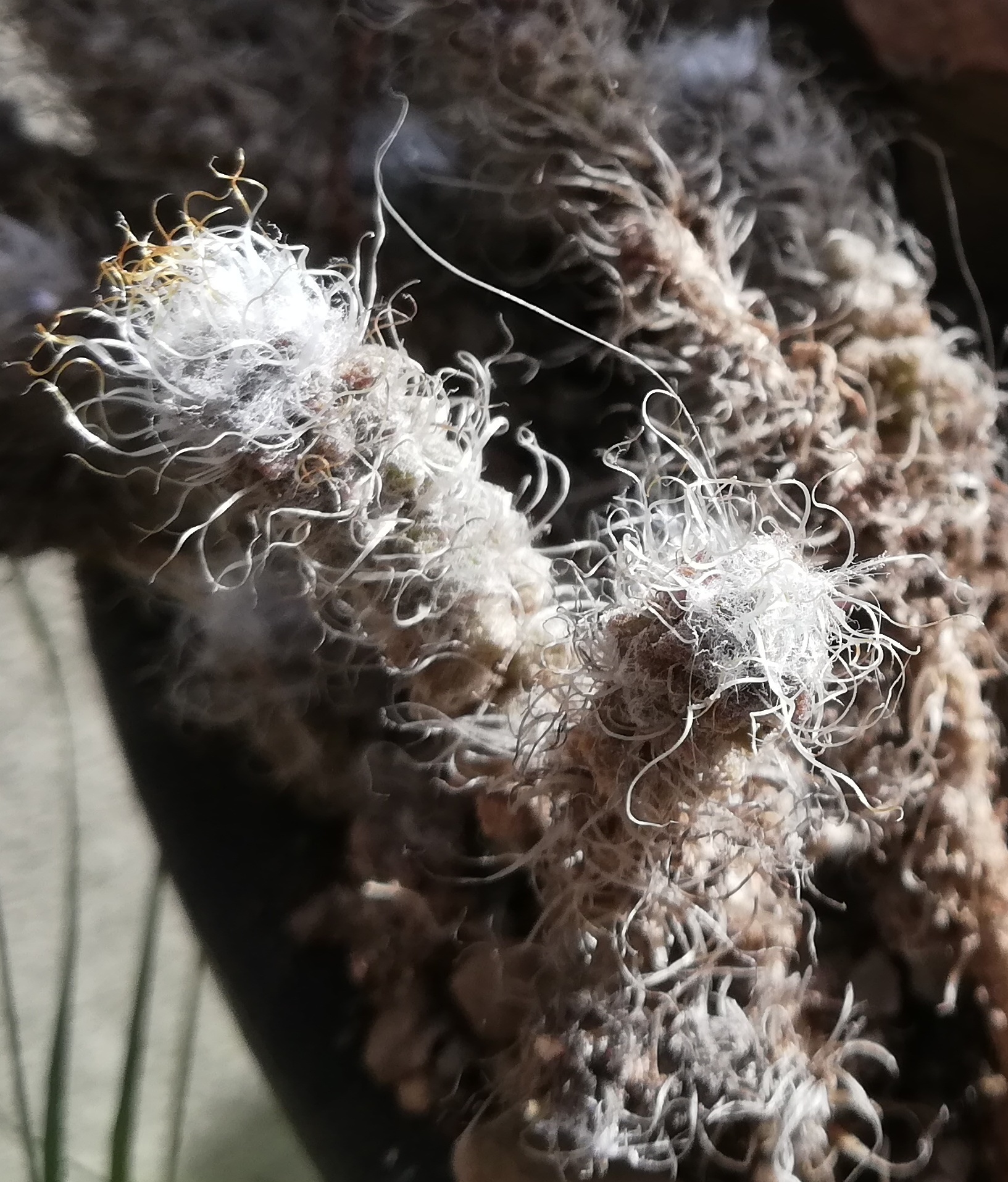
Détail des tiges densément poilues de An. filamentosa.

Anacampseros filamentosa est un sous-arbrisseau succulent, qui forme des grappes de minuscules tiges, chacune couverte de feuilles rondes et denses.  
Chaque feuille a presque la forme d'une sphère, mais possède un minuscule « menton » tourné vers le bas à son extrémité. Les feuilles, ainsi que la plante entière, sont recouvertes d'un épais manteau de poils, ce qui leur donne une couleur blanche. En outre, quelques poils plus longs et hérissés s'étendent plus loin (bien que dans la partie nord de son aire de répartition, la sous-espèce « namaquensis » ait des poils plus courts qui ne s'étendent pas plus loin que les feuilles). 
Les fleurs sont roses.

## Répartition et habitat
L'aire de répartition indigène de cette espèce s'étend de Le Cap à Free State. en Afrique du Sud. Il pousse principalement dans le biome du désert ou des zones arbustives sèchesref name=POWO/>.

## Liste des sous-espèces et variétés
Selon GBIF (10 octobre 2024) :
- Anacampseros filamentosa subsp. filamentosa
- Anacampseros filamentosa subsp. namaquensis (H.Pearson & Stephens) G.D.Rowley
- Anacampseros filamentosa subsp. tomentosa (A.Berger) Gerbaulet
- Anacampseros alta var. alta

## Systématique
Le nom correct complet (avec auteur) de ce taxon est Anacampseros filamentosa (Haw.) Sims.
L'espèce a été initialement classée dans le genre Portulaca sous le basionyme Portulaca filamentosa Haw..